# Marin Babić
Marin Babić (Rođen 25. kolovoza 1988. u Osijeku) je hrvatski političar. Završio je preddiplomski i diplomski studij Ekonomskog fakulteta u Osijeku. Nakon toga je završio i poslijediplomski specijalistički studij Računovodstvo, revizija i analiza također na EFOS-u.
Aktivno je angažiran u politici dugi niz godina. Trenutno je u **trećem mandatu** vijećnik u Gradskom vijeću Grada Osijeka (mandat 2025.–2029.).
Od 2023. je predsjednik podružnice HNS-a u Osijeku.
U travnju 2024. bio je kandidat za Hrvatski sabor. U kampanji je naglašavao socijalna pitanja, posebno model ugradnje dizala u višestambene zgrade kao rješenje za starije i slabije pokretne građane.
Član je Odbora za obitelj, mlade i sport u 11. sazivu Hrvatskog sabora.

## Obrazovanje
Marin Babić je diplomirao na Ekonomskom fakultetu u Osijeku (preddiplomski i diplomski studij), te završio poslijediplomski specijalistički studij Računovodstvo, revizija i analiza na istom fakultetu.

## Politička i javna aktivnost
- Vijećnik u Gradskom vijeću Grada Osijeka, treći mandat (2025.–2029.)
- Predsjednik HNS-a Osijek od 2023.
- Član Odbora za obitelj, mlade i sport Hrvatskog sabora.

## Društveni angažman
Član je Izvršnog odbora Ženskog rukometnog kluba Osijek, a ranije je bio i potpredsjednik kluba.

## Reference
1. ↑  Vijećnici. Grad Osijek. Pristupljeno 19. kolovoza 2025.
2. ↑  Marin Babić novi predsjednik HNS-a Osijek. HNS Osijek. 28. siječnja 2023. Pristupljeno 19. kolovoza 2025.
3. ↑  Babić predsjednik, Ilić i Pichler dopredsjednici. Glas Slavonije. 1. veljače 2023. Pristupljeno 19. kolovoza 2025.
4. ↑  MARIN BABIĆ Ljude zanimaju samo rješenja pravih ... KomarilOS. 10. travnja 2024. Pristupljeno 19. kolovoza 2025.
5. ↑  Odbor za obitelj, mlade i sport (11. saziv). Hrvatski sabor. Pristupljeno 19. kolovoza 2025.
6. ↑  Objava: sastav Izvršnog odbora ŽRK Osijek. Facebook. ŽRK Osijek. Pristupljeno 19. kolovoza 2025.
7. ↑  Damir Pećušak: ŽRK Osijek bi se iduće sezone ponovno stabilizirao. Osijek031. 24. siječnja 2019. Pristupljeno 19. kolovoza 2025.